# Vincent Rakabaele
Gabashane Vincent Rakabaele (* 3. September 1948; † 2. November 2003) war ein lesothischer Langstreckenläufer.

## Karriere
Rakabaele war wohl der beste Marathonläufer aus Lesotho. Seine ersten Erfolge erzielte er bei Ultramarathons. Er gewann den Two Oceans Marathon mit 56 km Länge in Kapstadt, Südafrika und konnte auch im Comrades Marathon (90 km) hervorragende Ergebnisse erzielen. 
Die meisten seiner Läufe bestritt er in Südafrika. Den South Africa Marathon gewann er drei Mal (1976, 1979, 1982). Seine persönliche Bestzeit von 2.11:44 lief er beim Inter-Provincial Marathon in Port Elizabeth 1982. Damit gehörte er zu den Top Twenty in diesem Jahr.
Er trat bei den Olympischen Sommerspielen 1980 in Moskau und den Olympischen Sommerspielen 1984 in Los Angeles an. Im Marathon 1980 belegte er Platz 36 und 1984 den 61. Platz.